# 14342 Iglika
14342 Iglika (1984 SL) là một tiểu hành tinh vành đai chính được phát hiện ngày 23 tháng 9 năm 1984 bởi V. Ivanova và V. Shkodrov ở Smolyan.